# Plaza Libertad (partido político)
Plaza Libertad (en georgiano: თავისუფლების მოედანი, romanizado: tavisuplebis moedani) es un partido político en Georgia fundado por el politólogo y activista cívico Levan Tsutskiridze. Fue miembro de la coalición política Georgia Fuerte y participó en las elecciones parlamentarias de 2024 bajo su lista electoral, hasta que se separo de la coalición en marzo de 2025.

## Historia

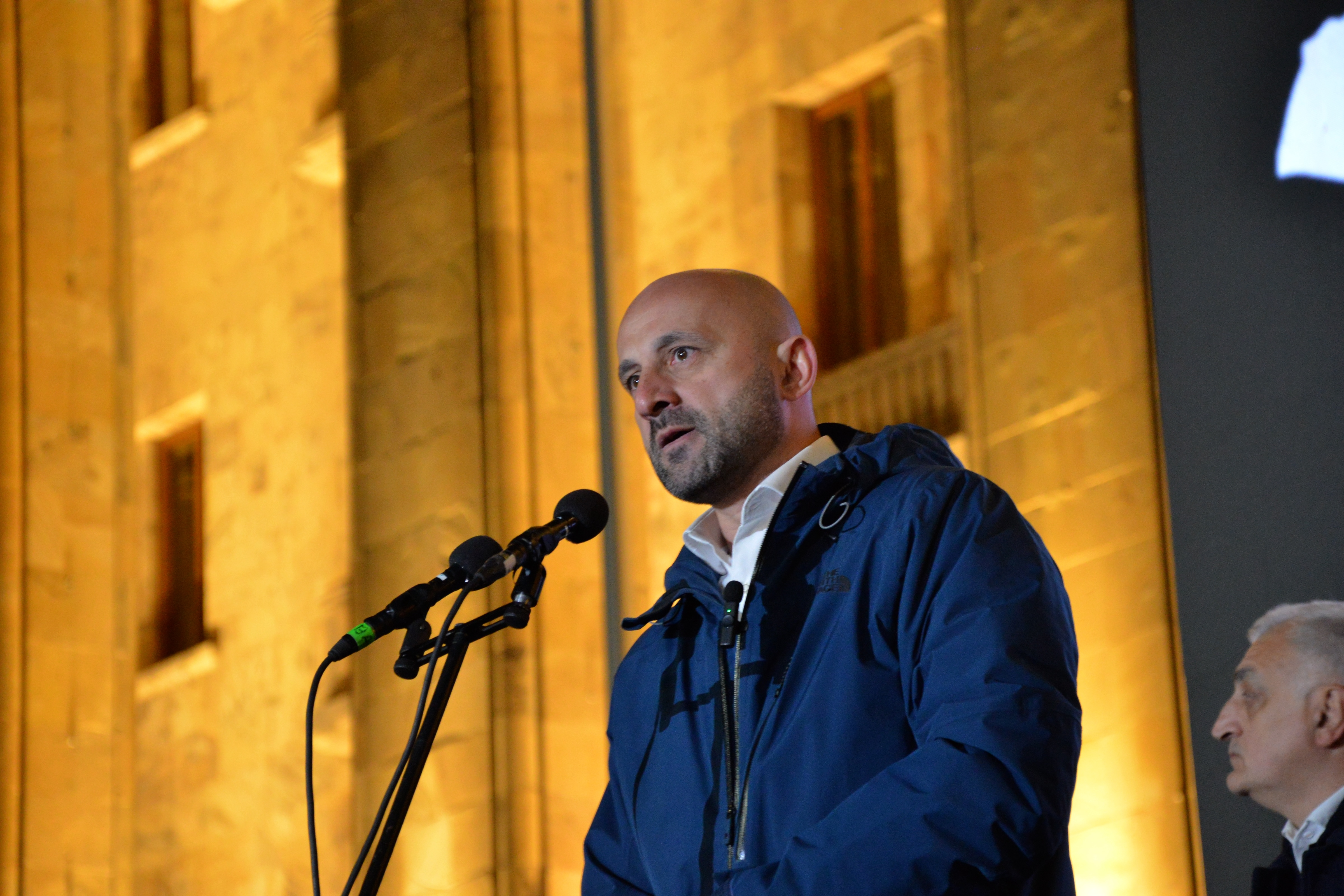
Levan Tsutskiridze, fundador de Plaza Libertad.

El 1 de julio de 2024, Levan Tsutskiridze anunció la formación de un nuevo movimiento político, 'Plaza Libertad', cuyos miembros incluían a Bakur Kvashilava, Simon Janashia, Davit Gzirishvili, Irma Zoidze, Zurab Parjiani y Giorgi Shaishmelashvili. Tsutskiridze, ex director ejecutivo del Centro de Europa del Este para la Democracia Multipartidista, se hizo conocido durante las protestas contra la "ley de agentes extranjeros". 
El movimiento se formó con el propósito de participar en las próximas elecciones parlamentarias de 2024. Apoya la Carta de Georgia propuesta por la Presidenta Salomé Zurabishvili que establece los objetivos de un futuro gobierno. El 17 de julio de 2024, Plaza libertad, junto con Lelo por Georgia y Para la Gente anunciaron su unificación bajo una sola lista electoral para las próximas elecciones de octubre.  Posteriormente la alianza pasó a llamarse "Georgia Fuerte". Más tarde, en agosto, el Partido Ciudadano también se unió a la alianza.
El 8 de marzo de 2025, el movimiento político Plaza de la Libertad se convirtió oficialmente en un partido político, marcando su transición de miembro de una coalición electoral a una fuerza política independiente.
El 1 de mayo se unió a la Plataforma de Resistencia, movimiento político creado por Salomé Zurabishvili para unificar a la mayoría de partidos proeuropeos contra el partido gobernante Sueño Georgiano y coordinar las protestas antigubernamentales en curso.

## Ideología
En su manifiesto público, Plaza Libertad se compromete a proteger lo que considera los intereses nacionales de Georgia, lograr el estatus de candidato a miembro de la UE y derrotar al gobierno de Sueño Georgiano mediante elecciones. El movimiento apoya la intervención estatal en la economía viéndola como una forma de corregir errores. Está a favor de almuerzos escolares gratuitos para todos los niños de las escuelas públicas. Plaza Libertad también apoya los derechos LGBT y las cuotas de género en las listas electorales del partido político.

## Resultados electorales

### Parlamento
| Elección | Líder              | Votos   | %    | Asientos | +/–   | Coalición      |
| -------- | ------------------ | ------- | ---- | -------- | ----- | -------------- |
| 2024     | Levan Tsutskiridze | 182.922 | 8.81 | 1/150    | Nuevo | Georgia fuerte |